# 精武駅
精武駅（せいぶえき）は台湾台中市東区にある台湾鉄路管理局（台鉄）台中線の駅。台鉄捷運化計画の一環で高架駅として新設が決定され、2018年秋に開業。区間車のみが停車する

## 歴史
- 2006年2月13日 - 行政院で当駅新設を含む「台中都会区鉄路高架捷運化計画（中国語版）」が承認される[5]。
- 2009年10月16日 - 高架化事業着工[6]。
- 2012年
  - 6月27日 - 入札[7]。
  - 7月22日 - 駅舎起工[8]。
- 2016年10月16日 - 台中線高架区間開通[9]。
- 2018年10月28日 - 開業[10][11][12]。

## 駅構造
相対式ホーム2面2線の高架駅。

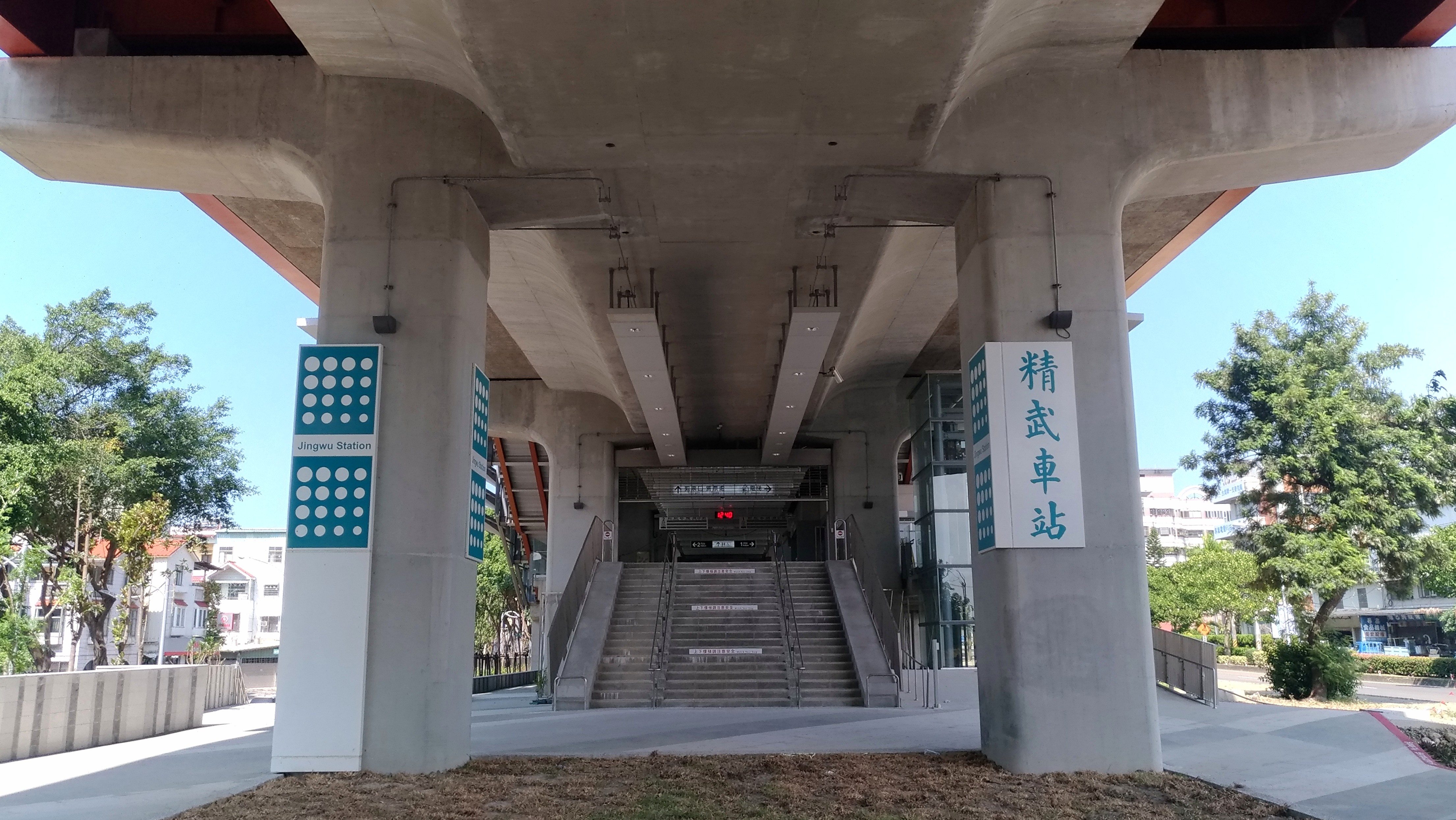
入口(2018年10月)

### 駅階層
| 地上 ？階                      |                                    |                                                                |
| 相対式ホーム、左側のドアが開く |                                    |                                                                |
| 1番線                          | →■台中線 台中・彰化方面（台中駅）→ |                                                                |
| 2番線                          | ←■台中線 豊原・新竹方面（太原駅）  |                                                                |
| 相対式ホーム、左側のドアが開く |                                    |                                                                |
| 地上 一階                      | コンコース                         | 出入口、コンコース、自動券売機、改札口、エスカレーター、トイレ |

## 利用状況
| 年   | 年間    | 年間    | 年間    | 年間   | 1日平均 | 1日平均 |
| 年   | 乗車    | 下車    | 乗降計  | 出典   | 乗車    | 乗降計  |
| ---- | ------- | ------- | ------- | ------ | ------- | ------- |
| 2018 | 52,202  | 55,547  | 107,749 | [ 14 ] | 803     | 1,658   |
| 2019 | 383,680 | 394,208 | 777,888 | [ 15 ] | 1,051   | 2,131   |
| 2020 | 407,237 | 402,868 | 810,105 | [ 16 ] | 1,113   | 2,213   |
| 2021 | 344,756 | 337,243 | 681,999 | [ 17 ] | 945     | 1,868   |

## 駅周辺
- 精武路
- 旱渓（中国語版）
- 南京東路一段（中国語版）
- 中国医薬大学附属医院（中国語版）東区分院
- 台中市東区力行国民小学
- 台中市東区進徳国民小学
- 国立台湾体育運動大学
  - 台中野球場（台中棒球場）
  - 文英館（中国語版）
- 台中放送局（中国語版）
- 富貴街
- 東南街
- 東光路
- 全聯福利中心 台中東光店（スーパーマーケット）
- 全聯福利中心 台中進化店
- 中友百貨

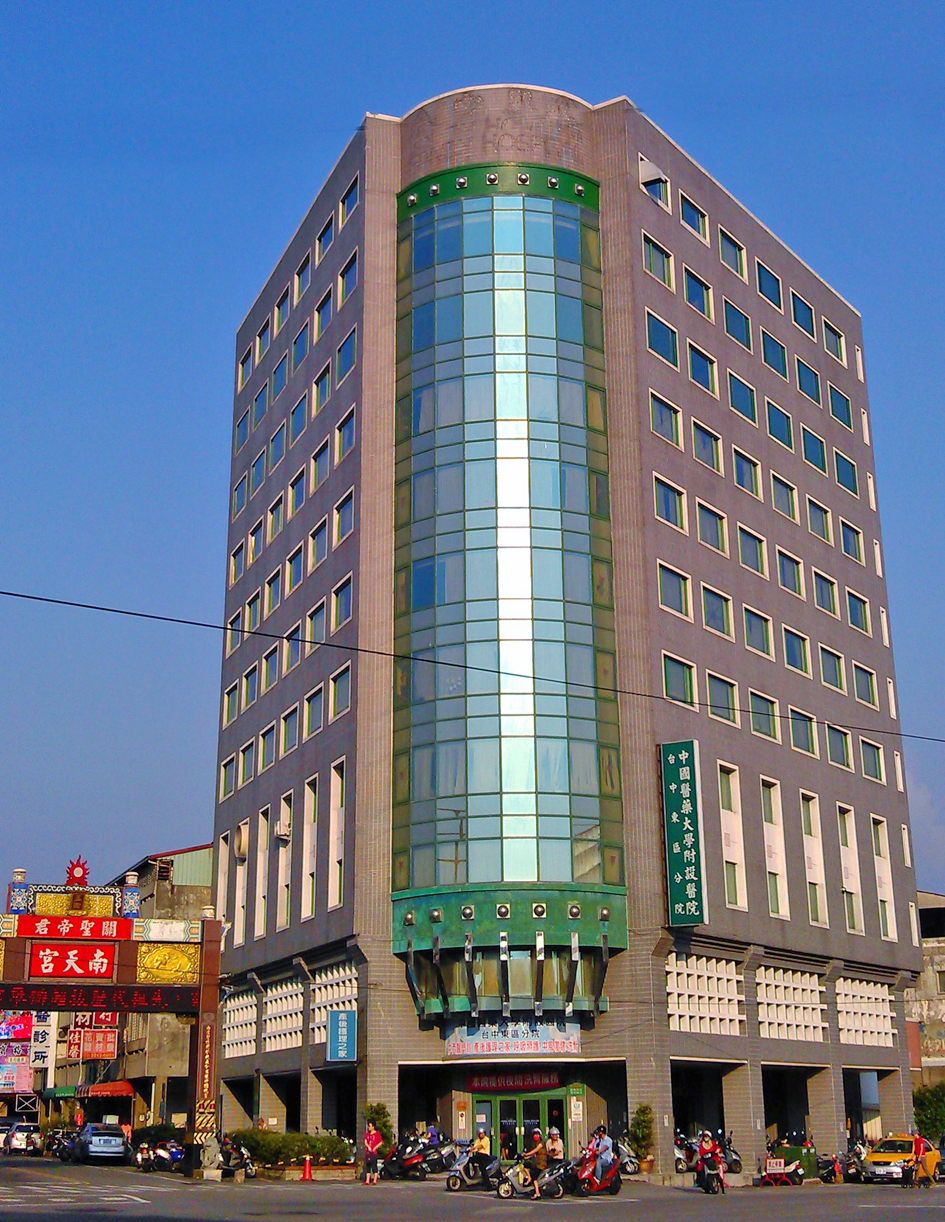
中国医薬大学附属医院台中東区分院
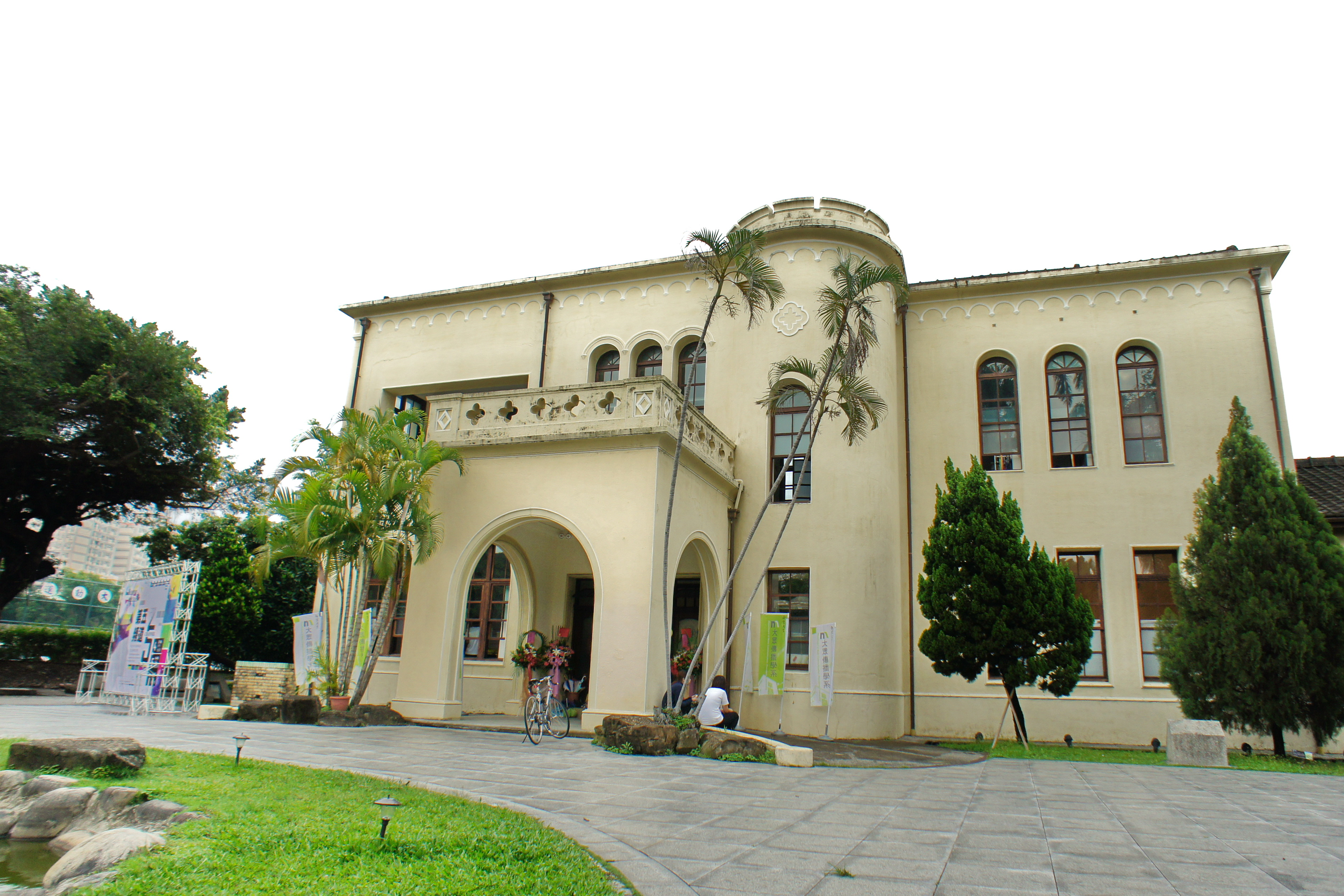
台中放送局
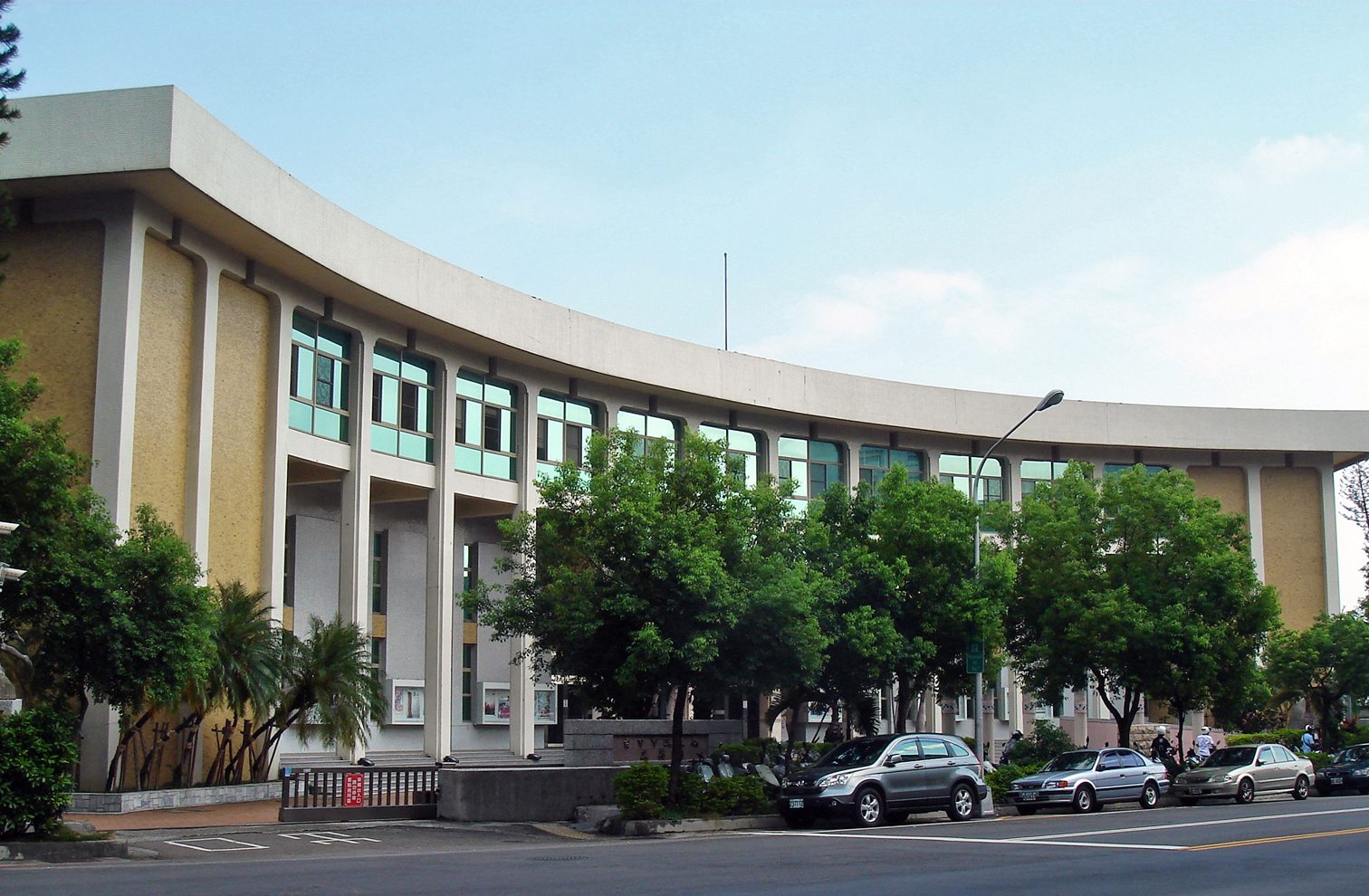
文英館
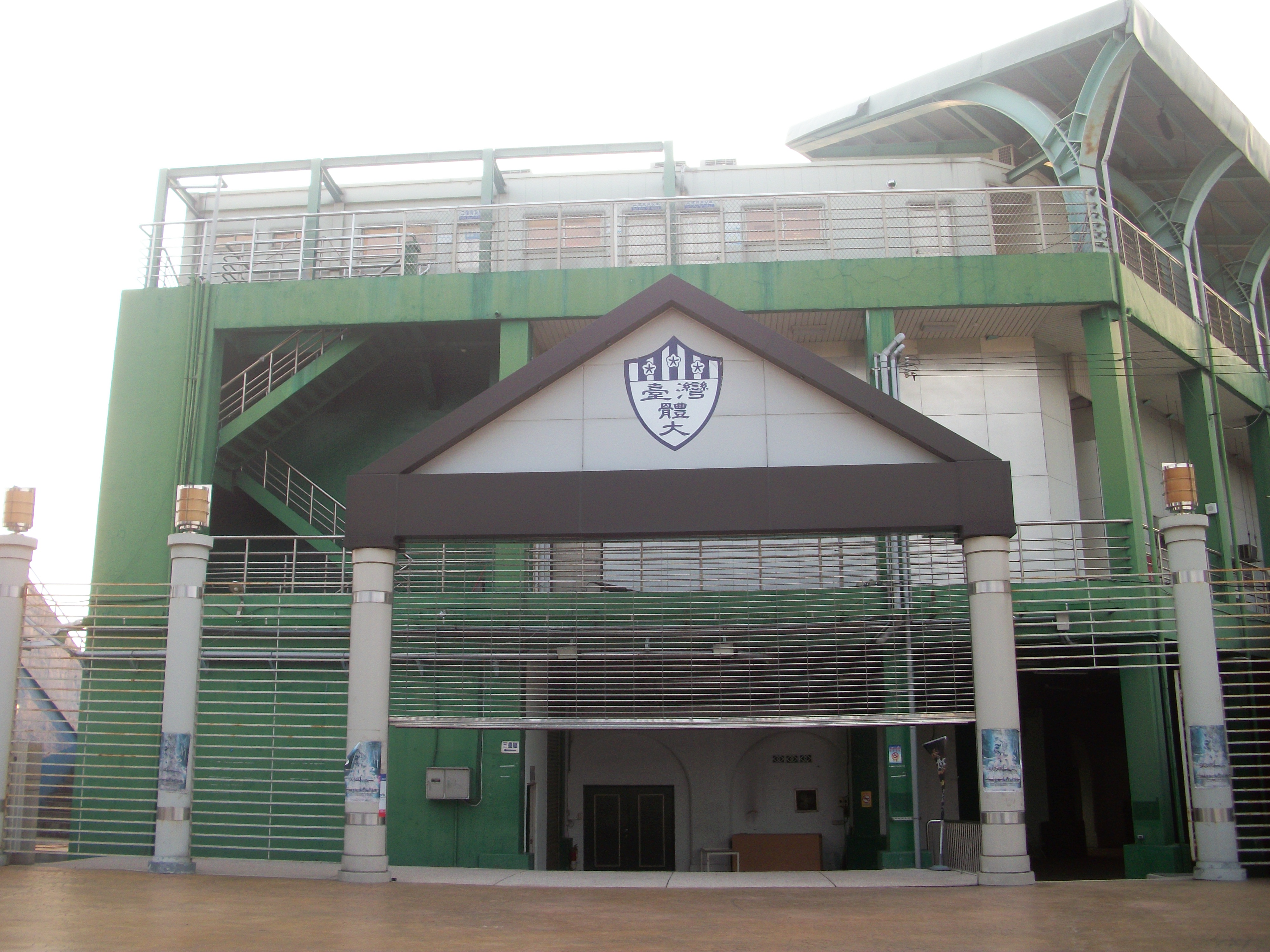
台中棒球場

## バス
最寄りの停留所は以下の通り
台中市市区公車
| 系統 | 区間                             | 事業者   | 備考 |
| ---- | -------------------------------- | -------- | ---- |
| 19   | 国立台湾美術館 - 旱溪 - 軍福公園 | 仁友客運 |      |

| 系統 | 区間                                 | 事業者     | 備考 |
| ---- | ------------------------------------ | ---------- | ---- |
| 20   | 干城站 - 慈済医院 - 潭子火車站(東站) | 中台湾客運 |      |

| 系統 | 区間                                 | 事業者   | 備考       |
| ---- | ------------------------------------ | -------- | ---------- |
| 41   | 公共資訊図書館 - 慈明高中            | 台中客運 |            |
| 81   | 統聯転運站 - 台中火車站 - 太原六号橋 | 統聯客運 |            |
| 202  | 豊原 - 樹徳路 - 豊富公園             | 豊原客運 |            |
| 142  | 台中火車站 - 豊年社区                | 台中客運 | 単循環路線 |
| 163  | 台中火車站 - 華盛頓中学(廍子坑橋)    | 台中客運 | 単循環路線 |

## 隣の駅
台湾鉄路管理局
台中線（山線）
太原駅 - 精武駅 - 台中駅